# Engelthal
Engelthal är en kommun och ort i Landkreis Nürnberger Land i Regierungsbezirk Mittelfranken i förbundslandet Bayern i Tyskland.
Kommunen ingår i kommunalförbundet Henfenfeld tillsammans med kommunerna Henfenfeld och Offenhausen.